# Fileteado

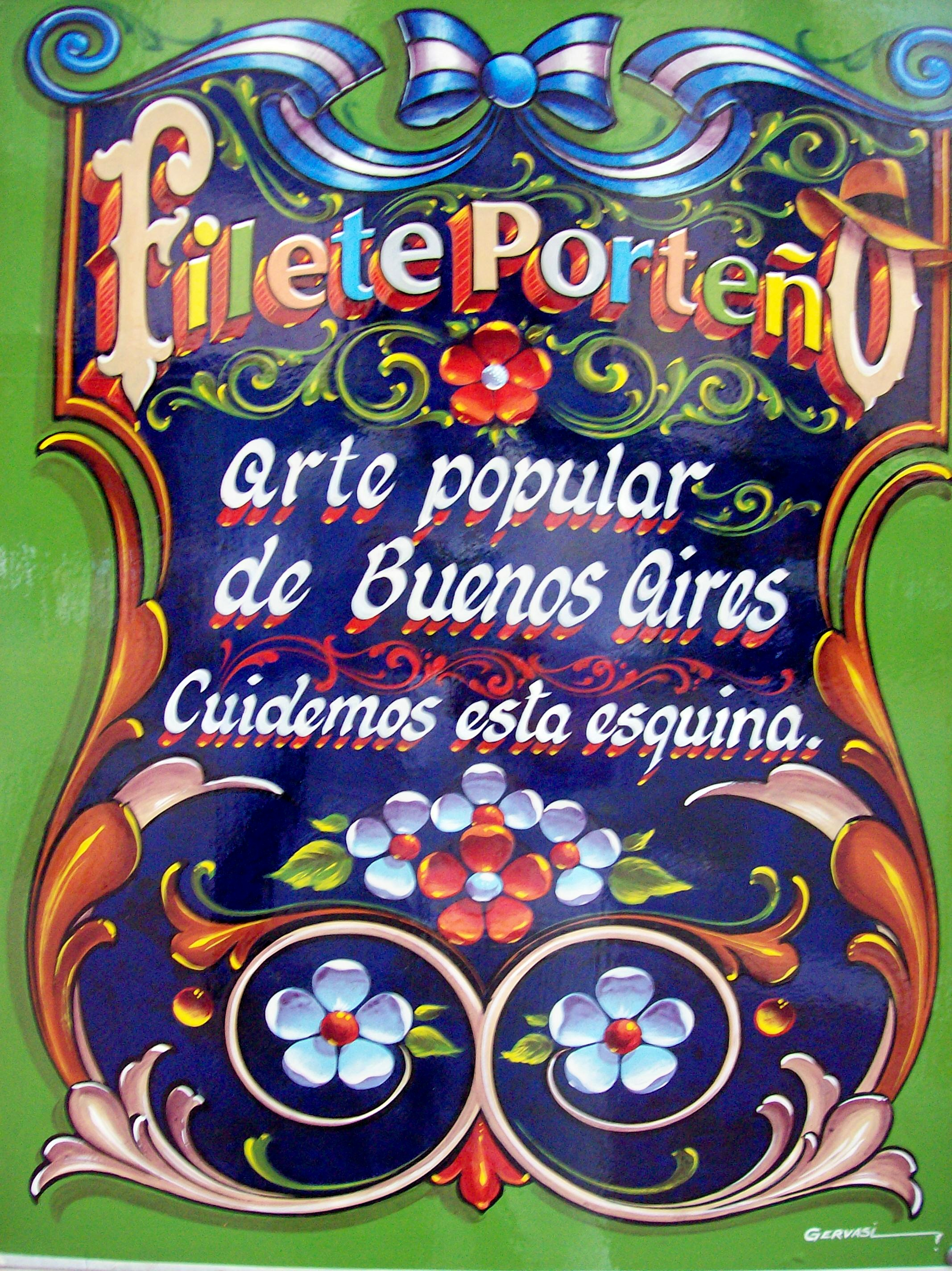
O fileteado, arte popular de Buenos Aires.

O fileteado ou filete porteño é um estilo artístico de pintura e desenho típico da cidade de Buenos Aires. Caracteriza-se por linhas que se transformam em espirais, cores fortes, o uso recorrente da simetria, efeitos tridimensionais mediante sombras e perspetivas, e um uso sobrecarregado da superfície. O seu repertório decorativo inclui principalmente estilizações de folhas, animais, cornucópias, flores, bandeirolas e pedras preciosas.
Nasceu na cidade argentina de Buenos Aires, no final do século XIX, como um simples ornamento para embelezar carroças de tração animal que transportavam alimentos, e com o tempo se transformou em uma arte pictórica própria dessa cidade.
Geralmente se incluem dentro da obra, frases engenhosas, provérbios poéticos ou aforismos engraçados, emocionais ou filosóficos, escritos às vezes em lunfardo, e com letras ornamentadas, geralmente góticas ou cursivas.
Muitos dos seus iniciadores faziam parte das famílias de imigrantes europeus, trazendo consigo alguns elementos artísticos que foram combinados com os do acervo crioulo, criando um estilo tipicamente argentino.
Em 1970 foi organizada a primeira exposição do filete, acontecimento a partir do qual o fileteado ganhou uma maior importância, sendo reconhecido como uma arte da cidade e promovendo a sua extensão a todo tipo de superfícies e objetos.
O "filete porteño" de Buenos Aires foi integrado pela UNESCO na lista representativa do Património Cultural Imaterial da Humanidade em 2015.
| “ | Se Discépolo disse que o tango é um pensamento triste que se dança; o filete é um pensamento alegre que se pinta. | ” |

## História

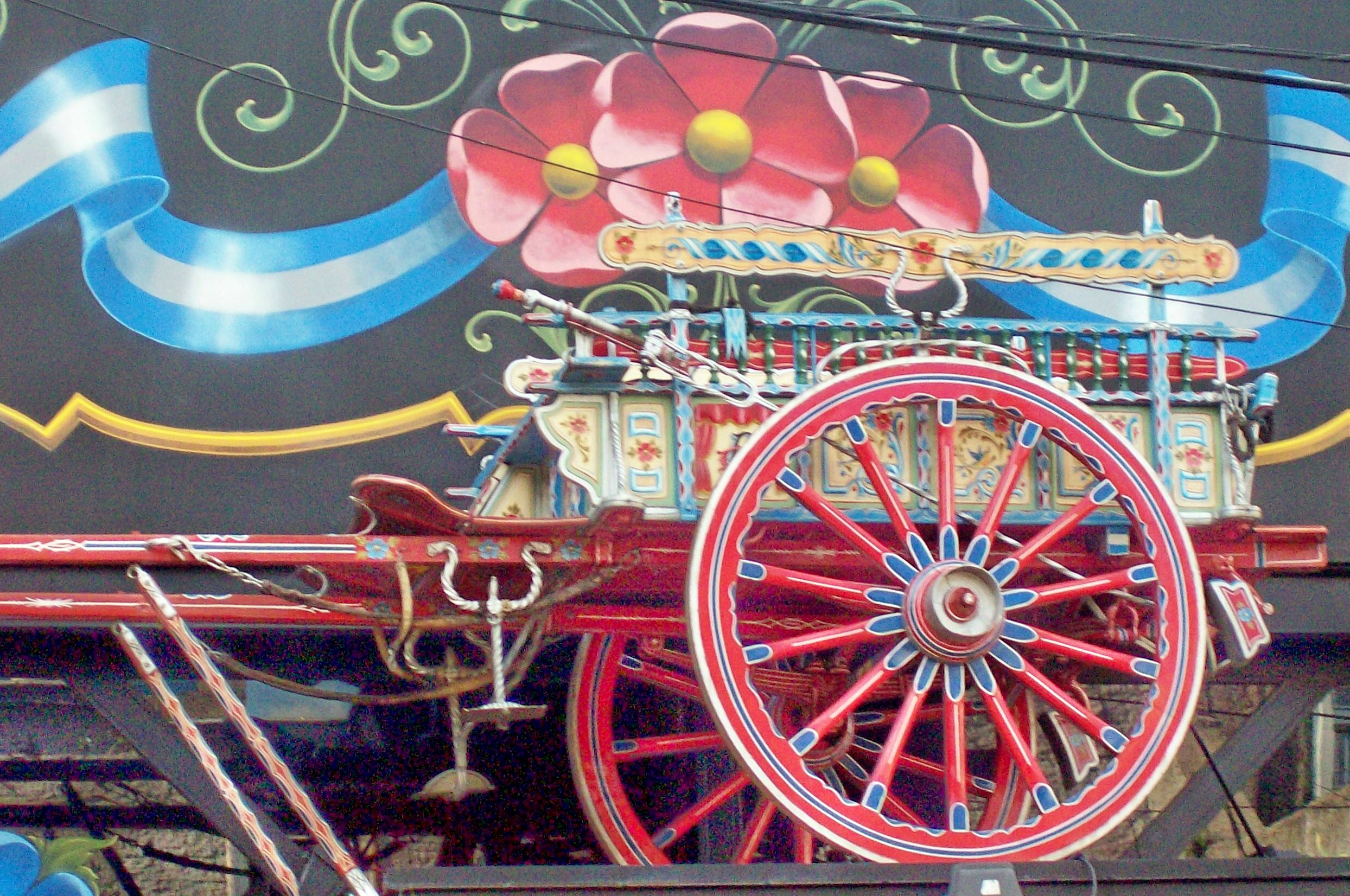
Carroça fileteada em exposição.

Os inícios do fileteado têm origem nas carroças cinzas, puxadas por cavalos, que transportavam alimentos como leite, frutas, verduras e pão, no fim do século XIX.
Uma anedota, relatada pelo fileteador Enrique Brunetti, conta que na Avenida Paseo Colón, que naquele então era o limite entre a cidade e o seu porto, existia uma oficina de carroçarias na que trabalhavam, colaborando em tarefas menores, dois meninos humildes de origem italiana que se convertiriam em destacados fileteadores: Vicente Brunetti (quem seria o pai do mencionado Enrique) e Cecilio Pascarella, de dez e treze anos de idade respectivamente. Um dia o dono lhes pediu que dessem uma demão de pintura a uma carroça, que na época estavam todas pintadas de cinza. Talvez por travessura ou só para experimentar, o fato é que pintaram as chanfraduras da carroça de vermelho, e o dono gostou da ideia. Aliás, a partir desse dia outros clientes quiseram pintar as chanfraduras das suas carroças com cores, pelo que outras empresas de carroçaria imitaram a ideia. Deste jeito, segundo o manifestado por Enrique, teria-se iniciado a decoração das carroças; o seguinte passo foi colorir os enquadramentos dos mesmos empregando filetes de diferentes grossuras.
A seguinte inovação foi a inclusão de cartazes nos que figuravam o nome do proprietário, o seu endereço e a especialidade que transportava. Esta tarefa era, em princípio, realizada por letristas franceses que em Buenos Aires se dedicavam a pintar letreiros para os comércios. Como às vezes a demora para incluir essas letras era grande, o dono da oficina na Avenida Paseo Colón encarregou a Brunetti e Pascarella, que tinham visto como trabalhavam os franceses, que realizassem eles mesmos as letras, destacando-se Pascarella na tarefa de fazer os denominados firuletes que ornamentavam os cartazes e se convertiriam em característicos do fileteado.
O pintor que decorava as carroças era chamado de fileteador, pois realizava o trabalho com pincéis de pêlo longo ou pincéis para filetear. Esta é uma palavra derivada do latim filum, que significa fio ou borda de uma moldura; fazendo referência, na arte, a uma linha fina que serve de ornamento.
Ao se tratar de uma tarefa realizada após a finalização do conserto da carroça e imediatamente antes de cobrar o pagamento do cliente, ansioso por recuperar a sua ferramenta de trabalho, o fileteado devia ser realizado com rapidez.
Surgiram então especialistas habilidosos como Ernesto Magiori e Pepe Aguado, ou artistas como Miguel Venturo, filho de Salvador Venturo. Este último, tinha sido um Capitão da Marinha Mercante da Itália, que após se aposentar estabeleceu-se em Buenos Aires, onde se dedicou ao fileteado, incorporando a ele motivos e ideias da sua pátria. Miguel estudou pintura e melhorou a técnica do seu pai, sendo considerado por muitos fileteadores como o pintor que deu forma ao filete. A ele se devem a introdução de pássaros, flores, diamantes e dragões nos motivos e no design das letras nas portas dos caminhões: perante a obrigação de pagar impostos se os cartazes eram muito grandes, Miguel decidiu fazê-los de menor tamanho mas decorados com motivos simétricos, formando flores e dragões, para que fossem mais chamativos, design que se manteve por muito tempo.

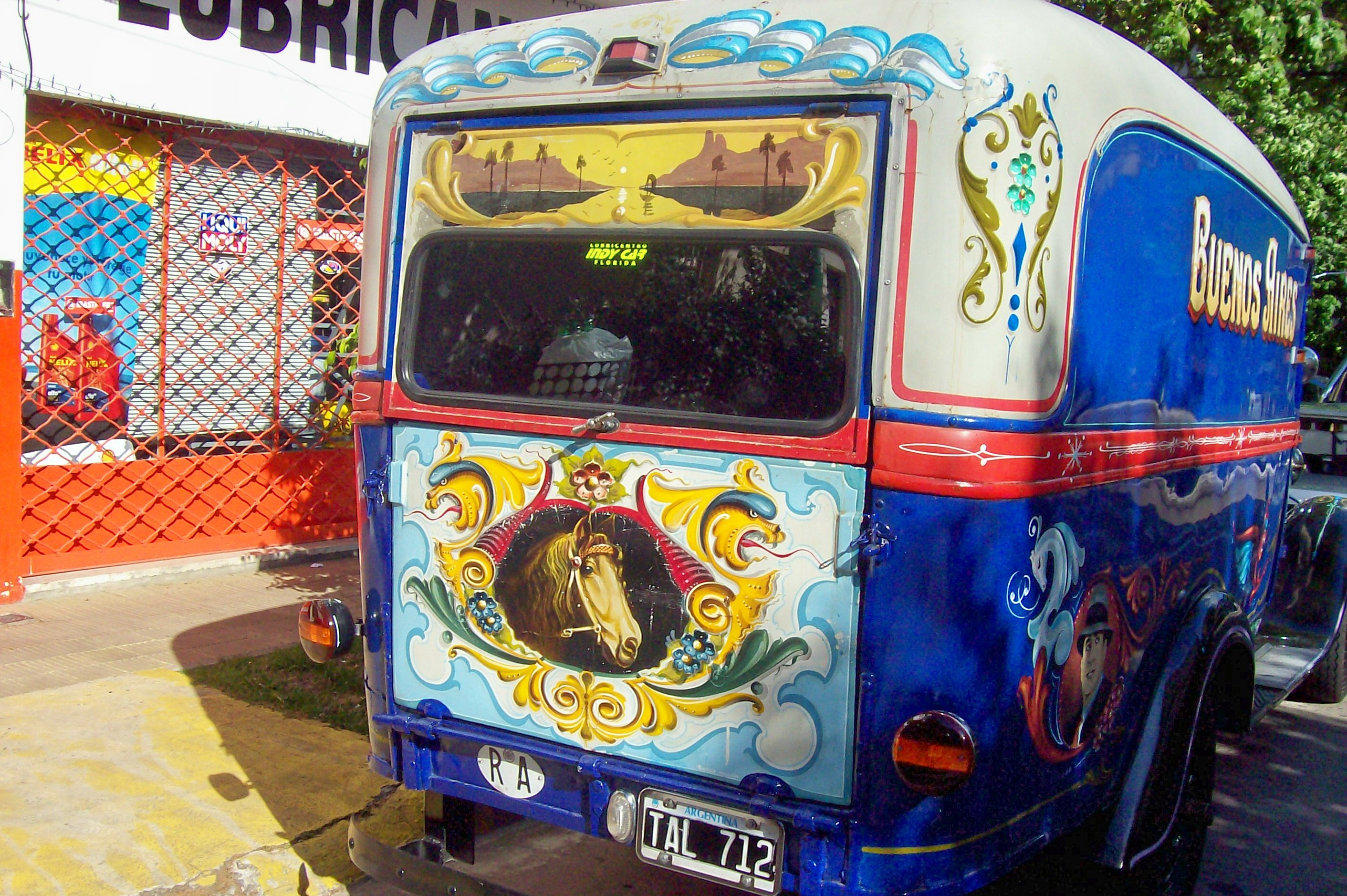
Modelo Ford 31 duplo A fileteado como antanho.

A aparição do automóvel provocou o fechamento das oficinas de carroças instaladas fora das cidades, fato pelo qual as carroças e sulkies das fazendas e áreas rurais em geral, deveram ser levados às cidades para serem reparados dos danos ocasionais. Como consequência, também começaram a serem ornamentados com o fileteado e, desse jeito, o filete passou do âmbito urbano para o rural, sendo comum ver carroças campestres pintadas de verde e preto com filetes verdes amarelados. Pablo Crotti foi um experto no fileteado de carruagens.

O caminhão eliminou da cena à carruagem de transporte de alimentos e os primitivos fileteados que os mesmos continham perderam-se para sempre, pois ninguém se deu o trabalho de conservar alguma amostra para a posteridade. Por outra parte, o caminhão apresentava um verdadeiro desafio para o fileteador, pelo fato de ser muito maior e estar cheio sinuosidades de difícil acesso. Nas empresas de carroçarias trabalhavam carpinteiros, ferreiros, pintores de tela e fileteadores. Achavam-se fundamentalmente na localidade de Lanús e nos bairros portenhos de Barracas e Pompeya. O caminhão chegava com seu chassi e cabine de fábrica, e no local se fabricava a caixa, que podia ser de madeira dura de ipê ou de pinheiro, bem polida para aparentar uma melhor qualidade. Depois disso, o ferreiro forjava os ferros criando ornamentos.

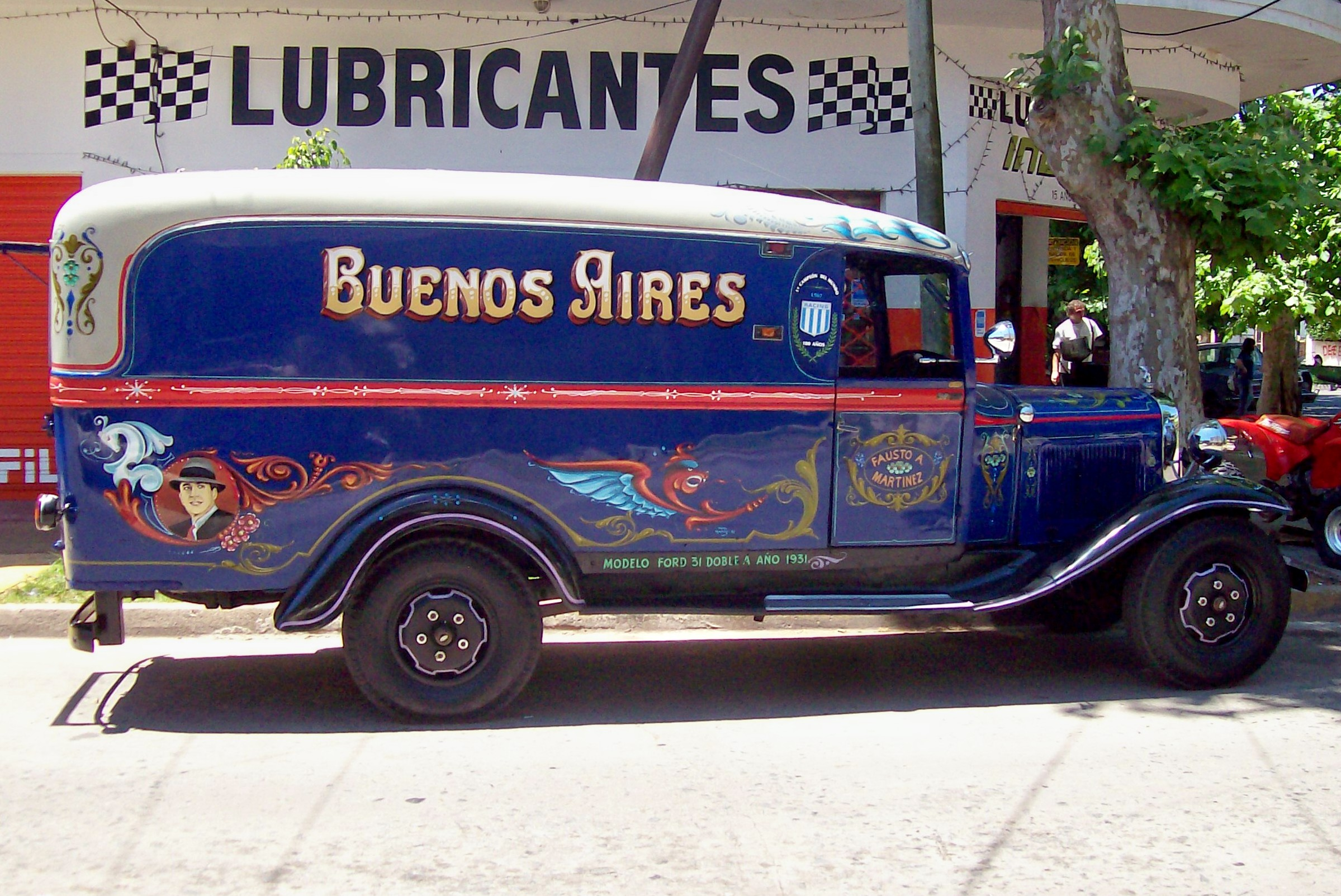
Modelo Ford 31 duplo A fileteado como antanho.

 O trabalho do fileteador chegava no final; ele pintava sobre andaimes. Costumava decorar os painéis laterais de madeira (tabuões) com flores e dragões, enquanto a tábua principal era ornamentada com algum tema proposto pelo dono. O fileteador assinava no tabuão ou junto ao nome da carroçaria.
Quando os ônibus portenhos (chamados de colectivos) começaram a deixar de ter o tamanho de carros, passando a ser uma espécie de caminhão modificado para transportar pessoas, começaram a serem fileteados. A superfície para pintar carecia de divisões como as da caixa do caminhão, era metálica e o filete era mais elemental, sem figuras. Em troca, usavam-se muito a linha arabesca e os rodapés, em forma horizontal e dando a volta à carroçaria dos ônibus. O nome da empresa era escrito em letras góticas e o número da unidade costumava ser desenhado para que, de alguma maneira, estivesse relacionado com o número da quiniela, espécie de loteria muito popular na Argentina. O motorista do ônibus, não queria que o seu veículo se parecesse com um caminhão de quitanda, portanto as flores eram "proibidas". No interior do ônibus fileteava-se ocasionalmente a parte traseira da poltrona do motorista.

## Técnica

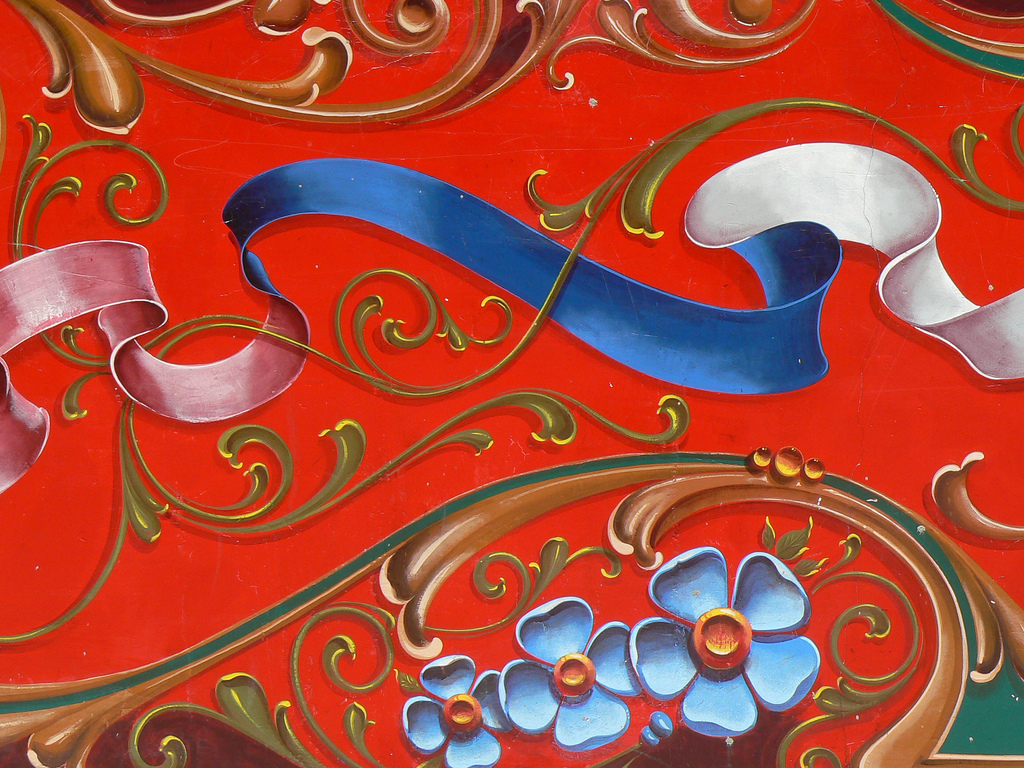
Cores fortes e uso sobrecarregado da superfície.

O fileteador utilizava para desenhar sua obra um "espúlvero", um papel sobre o qual era desenhada a obra. Depois, esse papel perfurava-se com um alfinete seguindo o traço do desenho, colocava-se sobre a superfície a pintar e, por último, polvilhava-se com giz ou carvão em pó, ao estilo dos mestres renascentistas, com o intuito de que indicasse por onde devia ser feito o traço com o pincel. Após isto, utilizava-se o reverso do "espúlvero" para repetir os mesmos passos em outra seção da superfície a pintar, para obter a mesma imagem mas ao avesso. Deste jeito, conseguiam-se as imagens simétricas tão características do fileteado.
Para pintar os "filetes" retos se usa um pincel de pêlo longo (6 cm) e cabo curto (ou sem cabo) chamado de "bandita". Para as letras e ornatos se utilizam pincéis especiais para letras, com pêlos de 3,5 cm de longo. No começo utilizava-se óleo de linho, cola e cores naturais. Depois esmalte sintético. O uso do verniz transparente foi uma ideia de Cecilio Pascarella: ao misturá-lo com apenas umas gotas de preto e vermelhão, é aplicado sobre o desenho já pintado seguindo as pinceladas da pintura base, conseguindo assim um efeito de relevo. O efeito de volume também se obtém ressaltando as luzes e sombras com brilhos e esfumados.

## Temas recorrentes
Dado que os fileteados eram realizados em veículos de transporte pertencentes a particulares, deviam se adequar às exigências dos donos. Tanto estes quanto os fileteadores eram muitas vezes imigrantes, em sua maioria italianos e espanhóis, de condição humilde. Por esta razão os motivos dos ornamentos aludiam freqüentemente a desejos e sentimentos similares, relacionados com a saudade que eles sentiam da sua pátria de origem e também com o agradecimento e esperança de poder melhorar as suas condições de vida no novo país, com o duro trabalho de cada dia.
Por outro lado, ao nascerem sob as mesmas condições de humildade próprias dos albergues e hospedarias onde surgiu o tango, em zonas que na época eram subúrbios de Buenos Aires, os motivos do fileteado se relacionaram com essa música.
Os elementos que costumam se repetir são:
Flores
As mais comuns são as de quatro e cinco pétalas iluminadas desde cima. Raramente aparecem as flores-de-lis ou as rosas. São freqüentemente acompanhadas por estilizações de folhas de acanto.
Naus
Símbolo de saudade, expressando o desejo de voltar ao país de origem. Atualmente já não se utilizam.
Sol
De formato parecido com o do Brasão da Argentina. Às vezes é desenhado como sol nascente, dando uma ideia de prosperidade.
Cenário

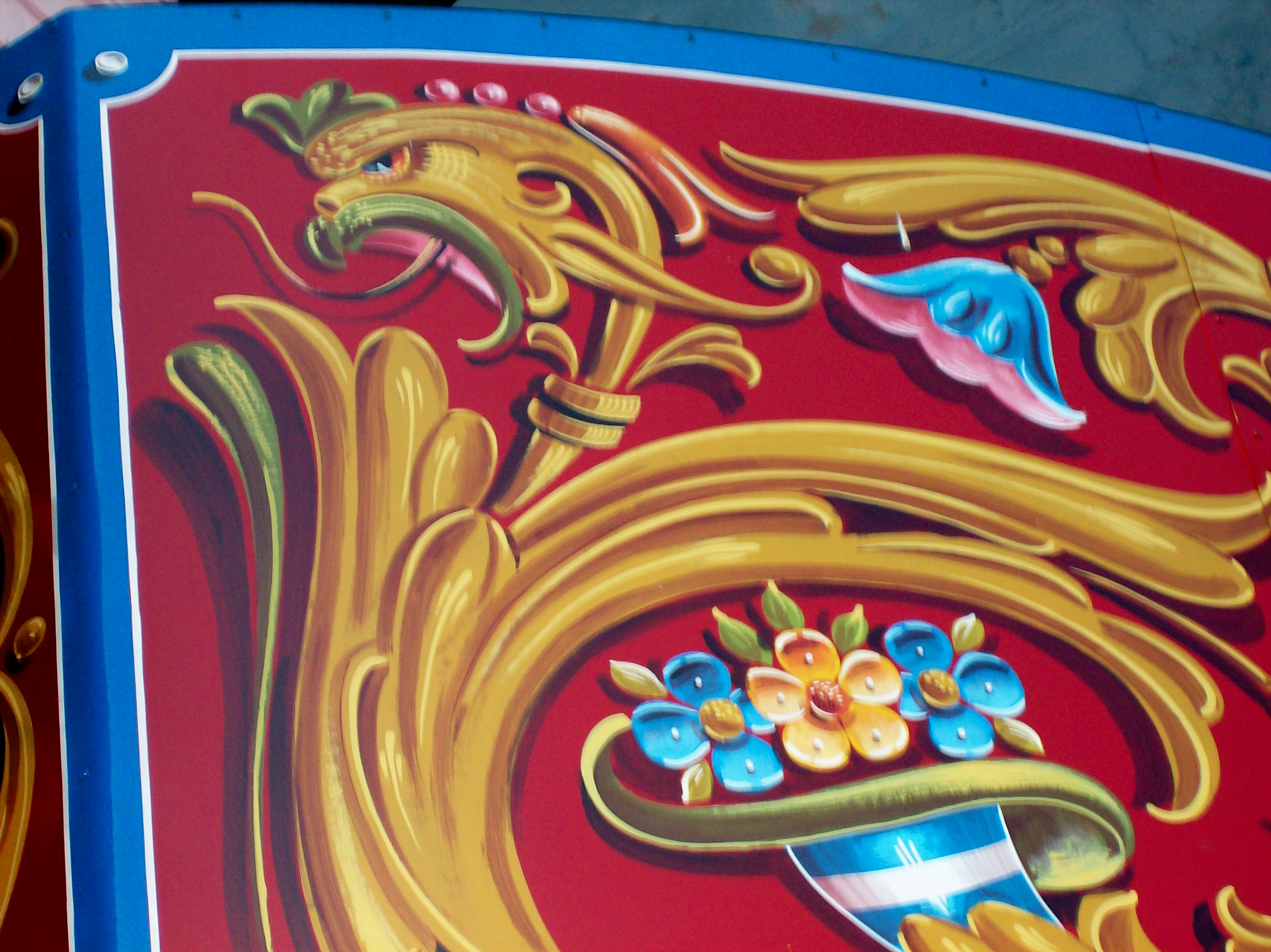
O dragão, animal fictício muito recorrente.

Duas cortinas entreabertas, como no teatro, deixando ver as iniciais do dono do veículo.
Mãos apertadas
Geralmente com alguma alusão à famosa frase do poema Martín Fierro, de José Hernández: "Los hermanos sean unidos/Porque esa es la ley primera/Tengan unión verdadera/En cualquier tiempo que sea/Porque si entre ellos pelean/Los devoran los de ajuera"
Personagens
Fundamentalmente a do ídolo do tango, Carlos Gardel, ou também a da Virgem de Luján, senhora e padroeira da Argentina e protetora dos caminhos.
Fitas, bandeiras ou laçarotes
Alguns destes elementos estão presentes em qualquer obra, com as cores da Argentina (azul celeste e branco) e às vezes acompanhada pela de algum outro país, ou clube de futebol.
Animais

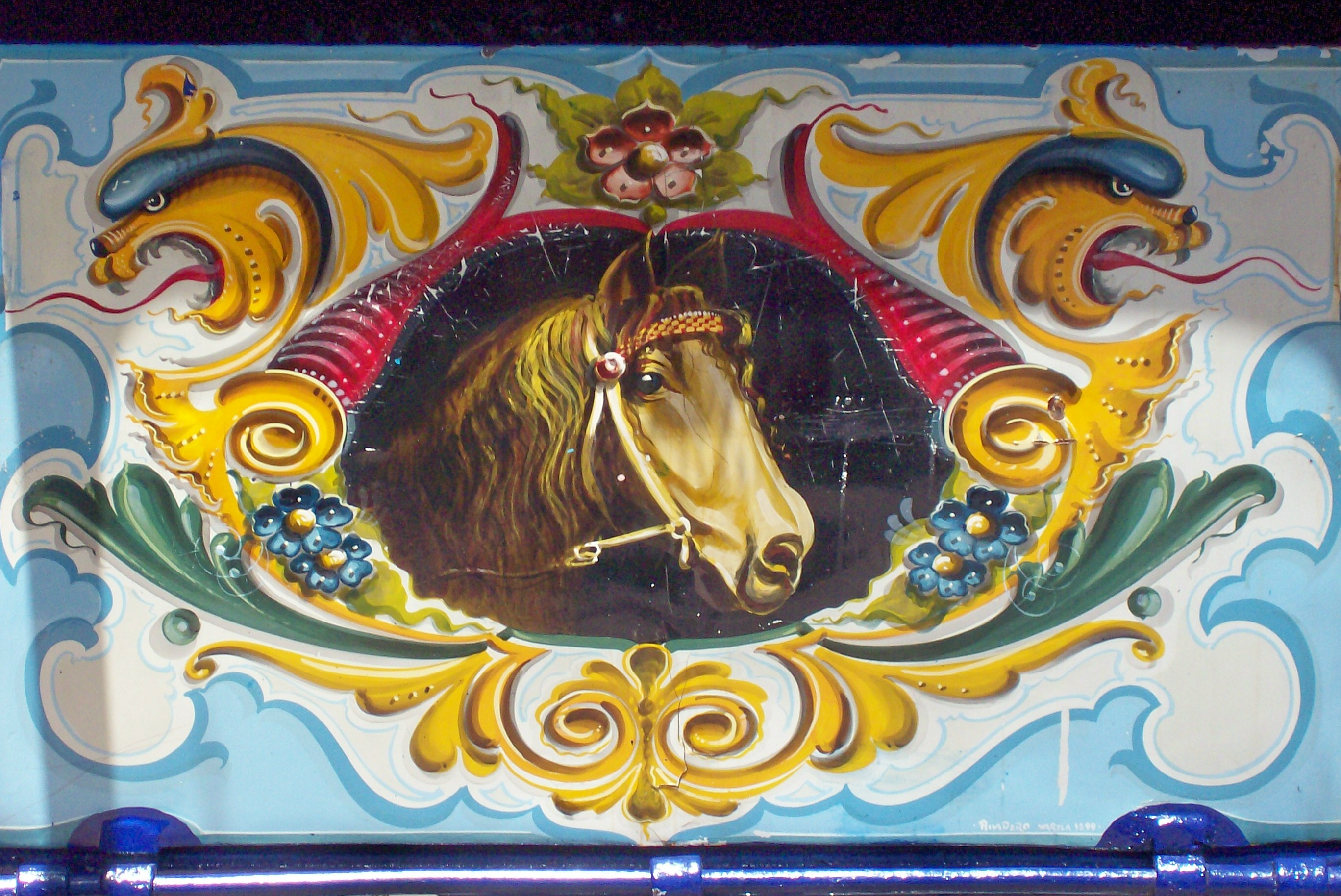
O cavalo, um dos animais mais solicitados.

- Fictícios, como pássaros de espécies inexistentes ou dragões, alegoria do machismo portenho. Acredita-se que Miguel Venturo os incorporou inspirado nos exteriores do Teatro Cervantes de Buenos Aires.
- Reais: fundamentalmente o leão, símbolo de inteireza e força perante as adversidades. Também é utilizado o cavalo, geralmente o de corrida mas em alguns casos também o crioulo, moldurado em uma ferradura como símbolo de boa sorte.

Os objetos pintados costumam aparecer acompanhados por filigranas, arabescos, borlas, pergaminhos, cálices ou cornucópias.

## Letras e frases
| “ | Sabedoria do breve. | ” |

A letra gótica, à que os fileteadores chamavam de “esgróstica”, junto com a cursiva, foram as mais utilizadas neste arte. Segundo os irmãos Enrique e Alfredo Brunetti (filhos do mencionado Vicente), a gótica foi escolhida porque estava em todos os manuais de letras. Outra versão afirma que a escolha teve a ver com o fato de essa letra aparecer nas notas argentinas da época. O certo é que era aceite pelos clientes, quem em definitiva eram os que decidiam o que queriam na sua carroçaria. Além do mais, representava muito bem o aspecto de dureza do mundo do caminhão e ressaltava à vista, dando-lhe um aspecto tridimensional e adornando-a com firuletes.
Quanto às frases, os seus autores não eram os fileteadores, mas os donos dos transportes; geralmente eram colocadas ou na frente a modo de apresentação (El sin igual, Yo me presento así, etc.) ou na parte traseira, que era onde costumavam estar as mais originais. Havia provérbios ou inscrições dos mais diversos temas, divertidas, filosóficas, provocativas ou galantes:
| - Conduta: - A fuerza de trabajar el caído se levanta. - Ensino - La vida, como los dados, tiene los puntos marcados. - La vida es como la cebolla, hay que pelarla llorando. - Fatalidade: - El hombre es fuego, la mujer estopa, viene el diablo y sopla. - Orgulho: - A Dios bendigo la suerte de ser…¡Argentino hasta la muerte!. - Qué milonga ni que tango, con esto me gano el mango. - Amor: - Con tus ojos yo me alumbro. - Hay que endurecerse, pero perder la ternura jamás. | - Tango: - Donde canta este zorzal… hacen cola las calandrias. - Yo nací para el fango como Arolas para el tango. - Trabalho: - Con las gomas voy sellando el camino de mi trabajo. - Publicidade: - De Avellaneda a la Luna, como Soda Fernández no hay ninguna. - Suficiência: - Yo maté al Mar Muerto. - Rajen, petisos, que aquí llega el tango. - Al final, primero yo. | - Machismo: - Feliz de Adán que no tuvo suegra. - Se doman suegras a domicilio. - Si su hija sufre y llora, es por este pibe señora. - Engraçados - No dejes para mañana lo que puedas beber hoy. - No seré doctor…pero tengo dos chapas. |

Em alguma ocasião as frases chamaram a atenção de Jorge Luis Borges, quem escreveu um artigo sobre elas, contribuindo na divulgação das mesmas.

## Primeira exposição dofilete
| “ | Assombra-me que a gente se assombre com o que ontem não se assombrava. | ” |

O final da década de 1960 e o começo da década de 1970 foi uma época de grande esplendor para o fileteado, pois, além dos bons mestres da arte, existiam grandes caminhões e ônibus em quantidade.

A escultora argentina Esther Barugel e o esposo dela, o pintor espanhol Nicolás Rubió, foram os primeiros a realizar uma investigação minuciosa sobre a gênese do fileteado; organizaram em 14 de setembro de 1970 a primeira exposição do filete na Galeria Wildenstein, em Buenos Aires. Já praticamente não existiam tábuas fileteadas da época das carroças. A exposição, em que destacou-se o fileteador Carlos Carboni, foi um sucesso e fez com que o povo da cidade começasse a apreciar aquilo que via cotidianamente circulando pelas ruas, mas ao que nunca tinha prestado especial atenção.

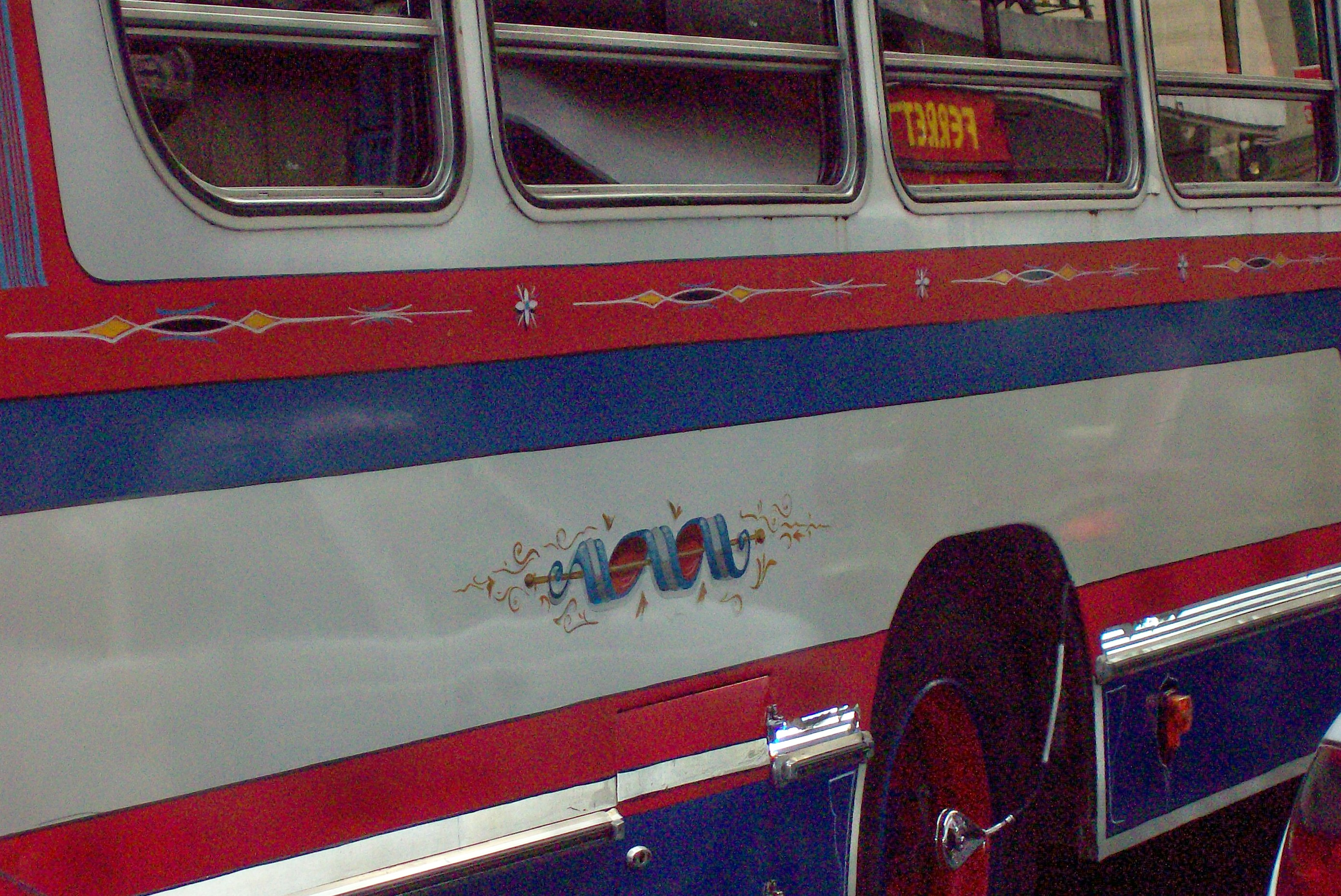
Na atualidade só é permitido um simples filete entre os planos de cor do teto e a parte inferior do ônibus.

 O fileteado deixou de ser visto como um humilde artesanato que só servia de simples ornamento para carros ou caminhões, e ganhou uma maior importância, passando a ser reconhecido no país e no exterior como uma arte da cidade, que desde então se separou do caminhão e conseguiu se espalhar em todo tipo de objetos.
Posteriormente, houve uma segunda amostra na Plaza Dorrego, com a presença de caminhões fileteados, que no dia seguinte voltariam ao trabalho, com suas obras de arte a custas, como o tinham feito sempre.
Em 1975 uma ordenança, atualizada em 1985, proibiu o uso do fileteado nos ônibus (à excepção de um filete entre os planos de cor do teto e a parte inferior) argumentando que produziam confusão nos passageiros no momento de ter que ler os números e percorridos dos mesmos. Apesar de que isto quase acaba com a propagação do filete, e que hoje em dia os poucos ônibus que ainda utilizam-no o fazem em menor medida, o fileteado conseguiu sobreviver e se espalhar, sendo hoje uma arte valorada tanto pelos portenhos quanto pelos estrangeiros que visitam a cidade.
A geração de artistas surgida em 1970 deu impulso à difusão da obra e ganhou o interesse dos mais jovens. O fileteado começou a ser pintado em quadros, campo no qual se destacou Martiniano Arce, seguido mais tarde por Jorge Muscia. Outro artista relevante foi León Untroib, como mestre de fileteadores, precursor da utilização do filete na decoração de diversos objetos e gráfica publicitária, onde também cabe destacar o aporte de Luis Zorz e, más recentemente, de Alfredo Genovese.

## Mestres

Calle Carlos Gardel, em Buenos Aires.

Dentre os melhores expoentes desta arte (Maestros Fileteadores, citados pelos estudiosos Nicolás Rubió e Esther Barugel), encontram-se os primeiros fileteadores: Salvatore Venturo, Cecilio Pascarella, Vicente Brunetti, Alejandro Mentaberri, Pedro Unamuno, e o renomado Miguel Venturo; a uma segunda geração pertencem Andrés Vogliotti, Carlos Carboni, León Untroib, os irmãos Brunetti, os irmãos Bernasconi, Enrique Arce, Alberto Pereira, Ricardo Gómez, Luís Zorz e Martiniano Arce, destacando-se este último como um renovador ao utilizar por primeira vez o fileteado portenho como pintura de cavalete e obtendo, ao longo da sua trajetória, um sólido reconhecimento no terreno da arte.
Da nova geração destacam-se Jorge Muscia, pelos prêmios recebidos no terreno da plástica e suas numerosas amostras no exterior, e os fileteadores Alfredo Genovese, Elvio Gervasi, Adrián Clara, José Espinosa, Alfredo Martínez, Miguel Gristán, Sergio Menasché, entre outros, que continuam desenvolvendo esta arte na atualidade. A partir da década de 1990, começaram a surgir várias mulheres praticantes deste ofício.

## O fileteado na atualidade

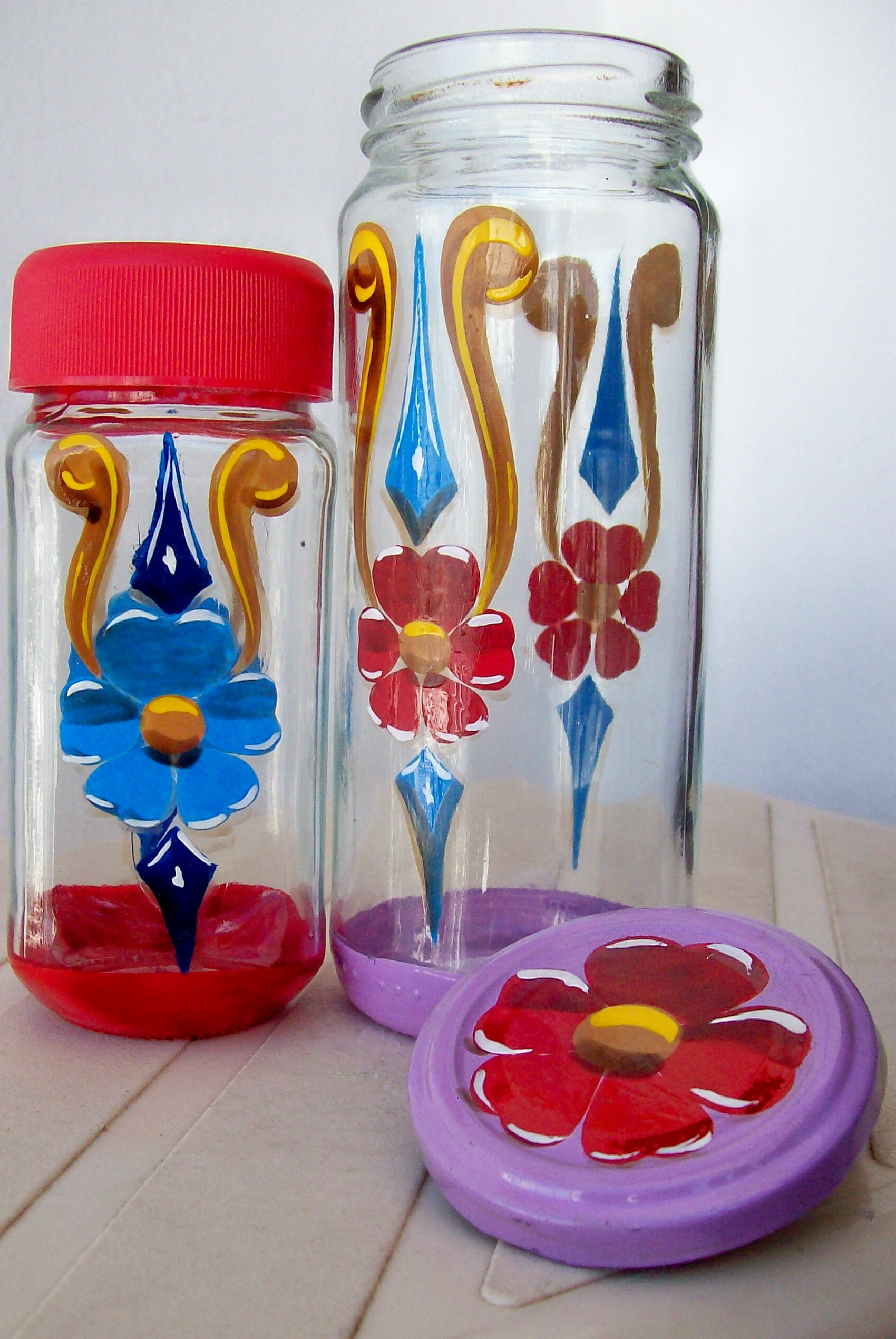
Frascos fileteados.

O ressurgimiento do fileteado deve-se em grande medida ao engenho e à criatividade daqueles que procuraram novas superfícies para plasmá-lo. Assim, tanto as paredes da cidade quanto peças de roupa, garrafas, capas de CD ou mesmo a pele humana, através da tatuagem, são alguns dos diversos lugares e objetos pelos quais se propagou. Uma campanha publicitária para o canal de TV Much Music foi realizada com o corpo dos apresentadores e músicos fileteados por Alfredo Genovese.

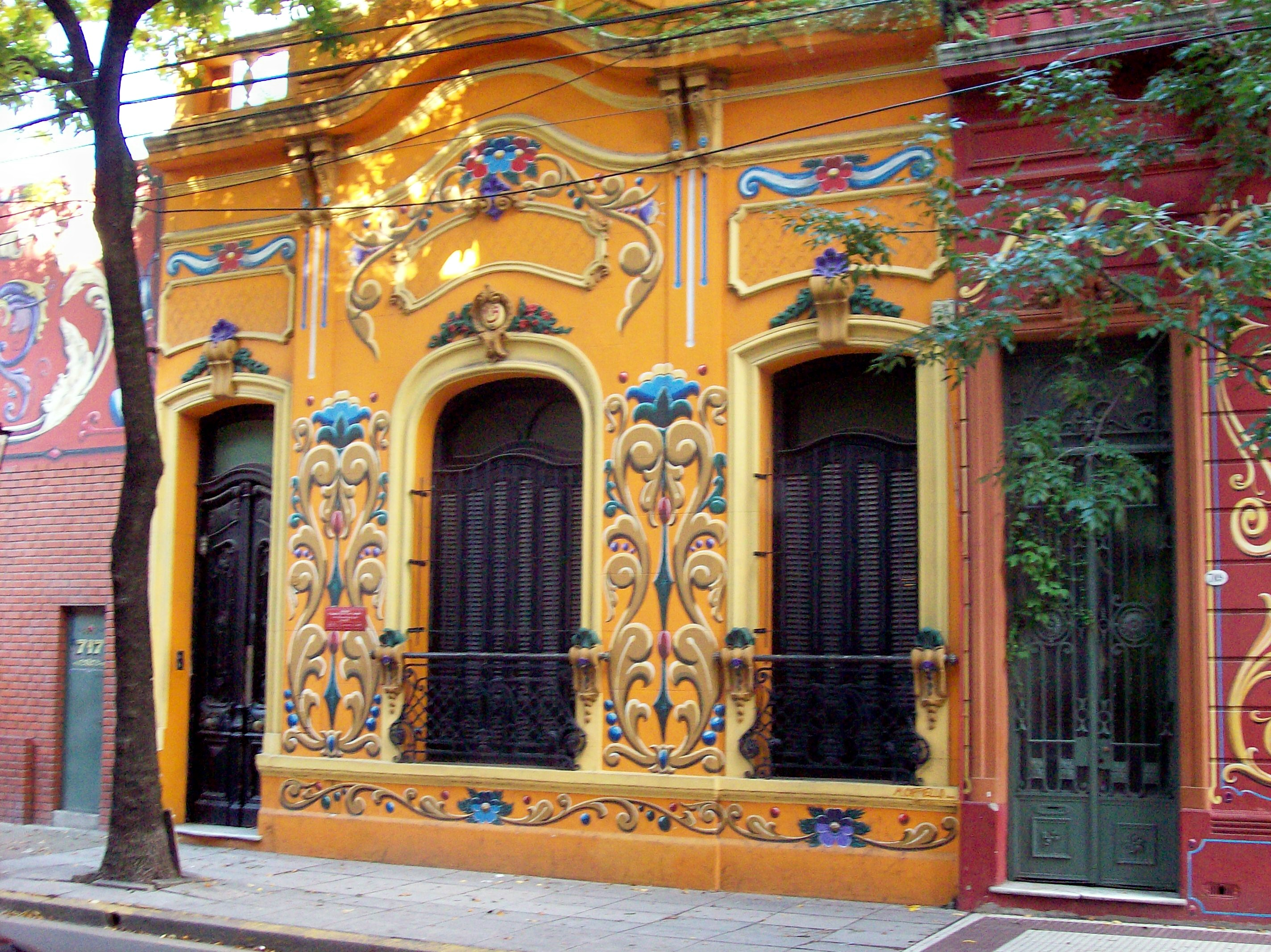
Calle Jean Jaures.

Jorge Muscia conseguiu uma importante difusão do fileteado no exterior ao realizar diversas exposições das suas obras na Europa, no México e nos Estados Unidos. Também Martiniano Arce, que teve muito a ver no que respeita a levar o fileteado à lona, tem realizado obras que percorreram o mundo.
Entre os años 2003 e 2004, o Museu Carlos Gardel organizou o concurso El Abasto y el fileteado porteño, com motivo do seu primeiro aniversário e como parte do VI Festival Buenos Aires Tango 2004. O lugar escolhido foi a rua Jean Jaures na quadra do nº701 ao nº799 (entre as ruas Zelaya e Tucumán), local onde se encontra o mencionado museu que foi, por sua vez, moradia do ídolo tanguero de Buenos Aires.

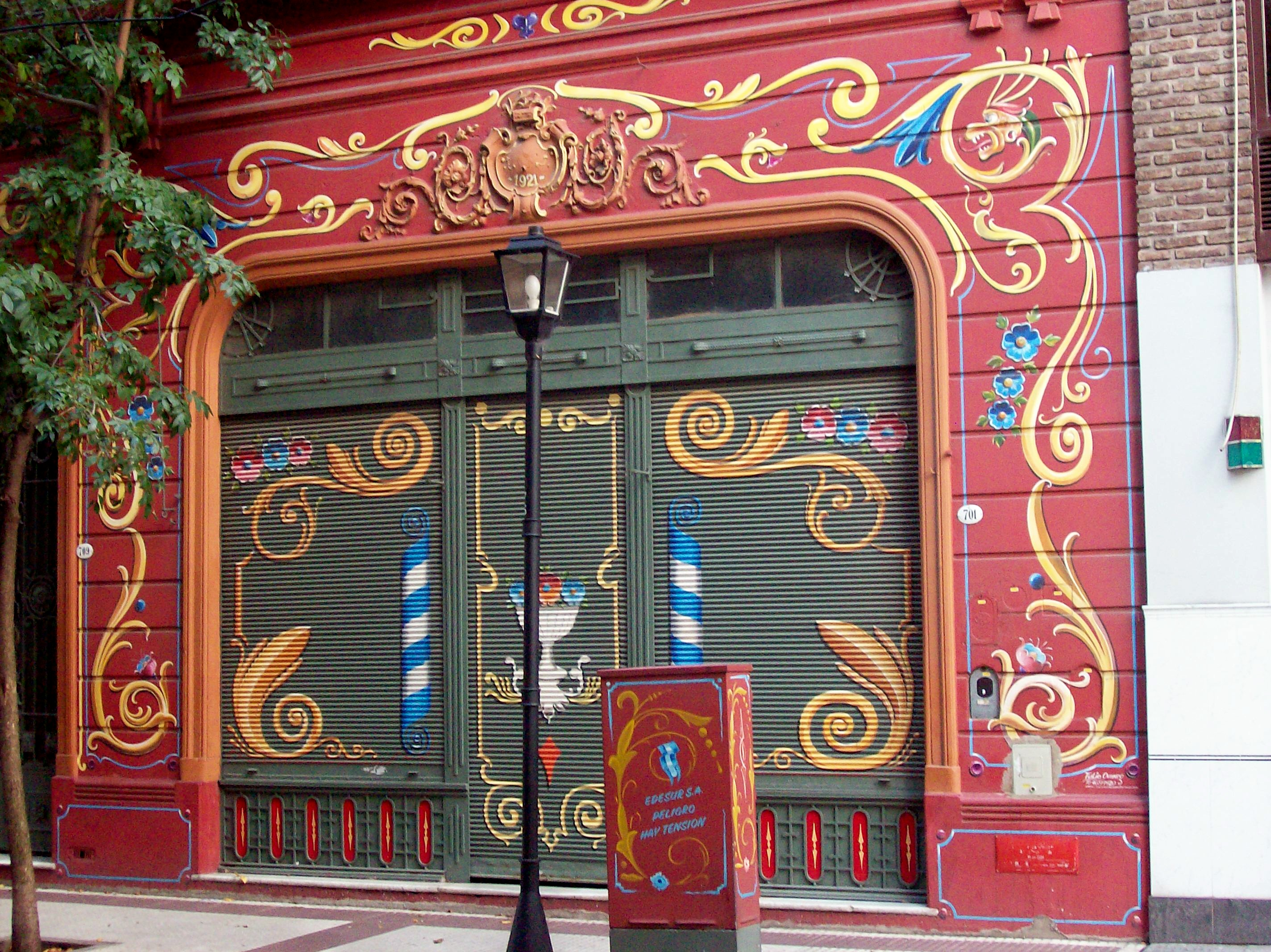
Calle Jean Jaures.

De 80 artistas inscritos, um júri conformado por arquitetos, artistas e vizinhos premiou a seis, que realizaram seus projetos em fachadas de vizinhos do museu, quem se comprometeram a manter as frentes intactas pelo menos por um ano.
No ano 2006 a legislatura portenha declarou ao fileteado como patrimônio cultural da Cidade Autônoma de Buenos Aires a partir da sanção da lei 1941, impulsada pelo legislador Norberto La Porta. Em um ato realizado no tradicional Café Tortoni La Porta advogou pela derogação do mencionado decreto do ano 1975 que impede o filete nos ônibus de Buenos Aires.